# Francisco Javier González de Castejón y Elío
Francisco Javier González de Castejón y Elío (Pamplona, 25 de mayo de 1848-Madrid, 25 de noviembre de 1919), VII marqués de Vadillo —y por ello, mencionado así a menudo—, XIV vizconde de Arberoa y XIV barón de Beorlegui, fue un catedrático universitario, además de abogado y político español, ministro de Gracia y Justicia durante la regencia de María Cristina de Habsburgo-Lorena, cartera que volvería a ocupar, junto a las de ministro de Agricultura, Industria, Comercio y Obras Públicas y ministro de Gobernación durante el reinado de Alfonso XIII. También fue director general de lo Contencioso del Estado, antecesor del actual Abogado General.

## Biografía
Nació el 25 de mayo de 1848 en Pamplona. Fue su padre Pedro González de Castejón y González de Castejón, natural de Tera (Soria) y VI marqués de Vadillo, hijo de Pedro González de Castejón, natural de Tudela, y María Dolores Rosa González de Castejón, natural de Soria. Su madre era Manuela María Elío y Mencos, natural de Pamplona, hija de Francisco Javier Elío Jiménez-Navarro, VI marqués de Vessolla, V marqués de Hormazas, VII conde de Ayanz y vizconde de Valderro, casado con María Micaela Mencos y Manso de Zúñiga, natural de Santo Domingo de la Calzada. Nacido en el número 46 de la calle San Antón de Pamplona, fue bautizado en la Iglesia de San Nicolás (Pamplona) el 26 de mayo de 1848 recibiendo el nombre de su padrino y tío carnal Francisco Javier Elío y Mencos.

### Formación
Estudió bachillerato en el Instituto de Pamplona graduándose en 1864. En la Universidad Central de Madrid estudió Derecho obteniendo la licenciatura en Derecho Civil y Canónico el 25 de junio de 1870. El 10 de junio de 1871 consigue el doctorado. Prosiguió estudiando Derecho administrativo hasta licenciarse (1877) y doctorarse igualmente (1882).
Fue nombrado catedrático supernumerario de la Facultad de Derecho de la Universidad Central el 27 de junio de 1881. Tomó posesión el 6 de julio de 1881. Se confirmó este nombramiento por R. O. de 1 de enero de 1882. Tomado posesión el mismo día. Fue catedrático de Derecho natural en la Universidad Central de Madrid (27 de abril de 1885).

### Diputado de Navarra (1881-1915)
Miembro de la Unión Católica y figura clave del Partido Liberal-Conservador inició su carrera política como diputado por Navarra en las elecciones de 1879, hasta 1881, siendo reelegido sucesivamente, desde 1884 hasta 1914, durante once legislaturas seguidas, para en 1915 renunciar al ser nombrado senador vitalicio. Era uno de los más caracterizados representantes del neotomismo español en su época. Contó en muchas ocasiones del apoyo del carlismo navarro en lo que se dio a conocer como el carlo-vadillismo. En otras ocasiones, como en 1903 y 1905, serán los integristas los aliados de los conservadores de Vadillo.

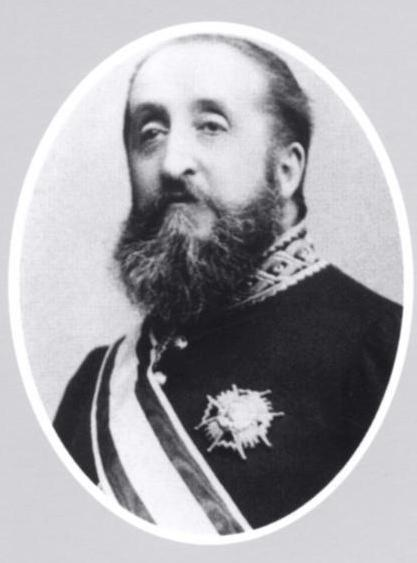
Retrato de González de Elío

### Ministro del gobierno (1900-1905)
Ministro de Gracia y Justicia, entre el 18 de abril de 1900 y el 6 de marzo de 1901 en los dos sucesivos gobiernos que presidieron Silvela y Azcarraga, puesto que volvió a ocupar entre el 27 de octubre de 1913 y el 7 de septiembre de 1914 en un gobierno Dato; sería igualmente ministro de Agricultura Industria, Comercio y Obras Públicas en dos ocasiones: entre el 6 de diciembre de 1902 y el 20 de julio de 1903 en un gabinete presidido por Silvela, y entre el 27 de enero y el 23 de junio de 1905 en el gobierno encabezado por Fernández Villaverde. También fue ministro de Gobernación en el gabinete que, entre el 16 de diciembre de 1904 y el 27 de enero de 1905, presidió Azcárraga.

### Patrocinios en obras navarras
El 15 de noviembre de 1892 obtiene 36.000 pesetas para la construcción de la iglesia parroquial de Irurzun. Siendo ministro de Gracia y Justicia, el 14 de noviembre de 1900 concedió, mediante una real orden, 91.023,30 pesetas para costear la nueva fachada de la Iglesia de San Lorenzo (Pamplona). Pocos meses después dictó otra otorgando una subvención de 13.512,55 pesetas destinadas a obras de restauración del Palacio Episcopal de Pamplona. También creó la Granja-Instituto de Agricultura mediante real decreto del 15 de enero de 1904, con una dotación de 108.000 pesetas a las que añadió poco después, siendo ministro de Agricultura en 1905, otras ayudas para su mejora. Actualmente este centro se ha convertido en el Instituto de Enseñanza Secundaria "Julio Caro Baroja", situado en la Biurdana pamplonesa.
Fue miembro de la Real Academia de Jurisprudencia y Legislación y de la Real Academia de Ciencias Morales y Políticas.

## Obras y publicaciones
Como jurista fue autor de varias publicaciones como:
- Los Fueros y su defensa, Bilbao, 1877.

- Prólogo a la Legislación foral de España. Derecho civil vigente en Navarra. Madrid, 1888.[12]
- El Matrimonio civil y canónico, 1892.
- Lecciones de derecho natural. Madrid, Imprenta de los hijos de M.G. Hernández, 1898. 485 págs.[13][14]
- El principio secularizador de las sociedades modernas y su origen. Discurso leído en la Real Academia de Ciencias Morales y Políticas. Madrid, 15 de mayo de 1904.[15]
- Programa de elementos de derecho natural. Madrid, Hijos de M.G. Hernández, 1907. 33 págs.[16]
- Resumen de Derecho Natural, Madrid, 1918.

## Órdenes
- Caballero gran cruz de la Orden de Isabel la Católica.[17] (Reino de España), mediante Real decreto de noviembre de 1897.[5]
- Caballero gran cruz de la Orden de San Gregorio Magno.[17] (Santa Sede) otorgado por el papa León XIII mediante bula del 26 de marzo de 1901.[5]
- Caballero gran cruz de la Orden de San Miguel.[17] (Reino de Baviera)